# Hortipes calliblepharus
Hortipes calliblepharus là một loài nhện trong họ Corinnidae.
Loài này thuộc chi Hortipes. Hortipes calliblepharus được miêu tả năm 2000 bởi Bosselaers & Rudy Jocqué.